# Christian Verlaque
 (mars 2022).
La mise en forme du texte ne suit pas les recommandations de Wikipédia : il faut le « wikifier ».
Les points d'amélioration suivants sont les cas les plus fréquents. Le détail des points à revoir est peut-être précisé sur la page de discussion.
- Les titres sont pré-formatés par le logiciel. Ils ne sont ni en capitales, ni en gras.
- Le texte ne doit pas être écrit en capitales (les noms de famille non plus), ni en gras, ni en italique, ni en « petit »…
- Le gras n'est utilisé que pour surligner le titre de l'article dans l'introduction, une seule fois.
- L'italique est rarement utilisé : mots en langue étrangère, titres d'œuvres, noms de bateaux, etc.
- Les citations ne sont pas en italique mais en corps de texte normal. Elles sont entourées par des guillemets français : « et ».
- Les listes à puces sont à éviter, des paragraphes rédigés étant largement préférés. Les tableaux sont à réserver à la présentation de données structurées (résultats, etc.).
- Les appels de note de bas de page (petits chiffres en exposant, introduits par l'outil «  Source ») sont à placer entre la fin de phrase et le point final[comme ça].
- Les liens internes (vers d'autres articles de Wikipédia) sont à choisir avec parcimonie. Créez des liens vers des articles approfondissant le sujet. Les termes génériques sans rapport avec le sujet sont à éviter, ainsi que les répétitions de liens vers un même terme.
- Les liens externes sont à placer uniquement dans une section « Liens externes », à la fin de l'article. Ces liens sont à choisir avec parcimonie suivant les règles définies. Si un lien sert de source à l'article, son insertion dans le texte est à faire par les notes de bas de page.
- La présentation des références doit suivre les conventions bibliographiques. Il est recommandé d'utiliser les modèles {{Ouvrage}}, {{Chapitre}}, {{Article}}, {{Lien web}} et/ou {{Bibliographie}}. Le mode d'édition visuel peut mettre en forme automatiquement les références.
- Insérer une infobox (cadre d'informations à droite) n'est pas obligatoire pour parachever la mise en page.

Pour une aide détaillée, merci de consulter Aide:Wikification.
Si vous pensez que ces points ont été résolus, vous pouvez retirer ce bandeau et améliorer la mise en forme d'un autre article.
Christian Verlaque est un universitaire français, spécialiste de géographie économique, né le 15 septembre 1936 à Boulemane (Maroc).

## Biographie
Professeur de lycée à Alger (1958-1962) puis à Perpignan (1962-1965), il est élu professeur de géographie économique à l'Université de Montpellier (1965-1996) après sa soutenance de thèse d’État. 
Il est vice-président de l'IDATE de 1976 à 1986. Recteur de l'académie de Corse (1987-1990), il préside des commissions au Comité national français de géographie (CNFG) et à l'Union géographique internationale (UGI) entre 1988 et 1996. Il participe aux premiers numéros de la revue Netcom (1987).

## Domaines de recherche
Christian Verlaque, spécialiste de géographie industrielle, des transports et des télécommunications est l'auteur de nombreux ouvrages et articles qui ont marqué la géographie économique française et internationale.  

### Géographie industrielle
Il s'intéresse notamment à l'exploitation du pétrole (au Sahara), au transport du pétrole et à la pétrochimie dans le Bassin méditerranéen et au Japon. Il a étudié également la décentralisation industrielle parisienne. Il est l'auteur d'un manuel de base sur ce domaine de la géographie, L'Espace industriel (1978).

### Géographie régionale
Il publie un ouvrage sur le Languedoc-Roussillon.

### Géographie des transports maritimes
Il est considéré comme l'« un des meilleurs spécialistes français de la question ». Auteur d'une thèse d'État sur L'industrialisation des ports de la Méditerranée occidentale (1970), Christian Verlaque s'est intéressé aussi bien aux ports qu'aux flottes maritimes. Son traité Géographie des transports maritimes est considéré comme « un ouvrage de référence en la matière et pour toute la géographie économique ».

### Géographie des communications
Ses fonctions à l'Institut de l'audiovisuel et des télécommunications en Europe (IDATE) l'ont amené à s'intéresser aux flux téléphoniques et aux nouvelles technologies de l'information et de la communication (NTIC). Il a présidé des commissions sur la géographie de la communication. Il contribué aux premiers numéros de la revue Netcom fondée en 1987 par Henry Bakis (en). Dans ses articles, il étudia les flux téléphoniques du Languedoc-Roussillon, la diffusion du Minitel en France, les réseaux câblés américains (1995), ainsi que la contribution des TIC à l’efficacité économique et à l'émergence de nouvelles formes d’organisation spatiale .

## Principales publications

### Livres
- 1964 (avec Hafedh Sethom) : Le Sahara pétrolier, Paris, Imprimerie nationale, 607 p.
- 1972 L'industrialisation des ports de la Méditerranée occidentale, Université de Lille, Service de reproduction des thèses (thèse d'État, 1970), Lille
- 1975 Géographie des transports maritimes, Doin, Paris, 437 p.
- 1978 (avec Bernard Dézert) : L'espace industriel, Masson, Paris
- 1984 : Trente ans de décentralisation industrielle en France (1954-1984), Paris, CREPIF, 207 p.
- 1987 Le Languedoc-Roussillon, Paris, Presses Universitaires de France (collection "La question régionale"), 184 p.

### Articles et divers
- 1965 : « Carthagène : les éléments d'une renaissance », Annales de Géographie, vol. 74, no 405, p. 560–590.
- 1966 : « Le transport et le raffinage du pétrole dans le bassin méditerranéen », Méditerranée, no 2, p. 91-158 Lire en ligne.
- 1968 : « La pétroléochimie au Japon. Un aspect de l'essor de l'industrie japonaise », Cahiers d'outre-mer, no 83, juillet-septembre 1968, p. 257-275 Lire en ligne.
- 1969 : « L'évolution des flottes maritimes », Bulletin de la Société languedocienne de géographie, p. 195–234.
- 1984 : « Transports maritimes et économie française : aspects géographiques », Norois, vol. 121, no 1,  p. 31–44 Lire en ligne.
- 1985 : « Pour une géographie de la communication »', Revue géographique de l'Est, vol. 25, no 1, p. 13–32 Lire en ligne.
- 1988 : « Les espaces du Minitel », dans : Henry Bakis et al., Information et organisation spatiale, Caen, Paradigme, 1988.
- 1995 : « Les réseaux câblés : l'exemple américain », Annales de Géographie, vol. 104, no 585-586, p. 540–562 Lire en ligne.
- 1999 : « Les grands aménagements touristiques, 1962-1974 », dans : François Caron et Maurice, Vaïsse, L'aménagement du territoire 1958-1974, actes du colloque tenu à Dijon les 21 et 22 novembre 1996, Paris, L'Harmattan, 1999, 394 p.

## Distinctions
Christian Verlaque est chevalier de l'ordre national de la Légion d'honneur, officier de l'ordre national du Mérite et chevalier de l'ordre des Palmes académiques.

## Pour approfondir